# Käppele (Endersbach)

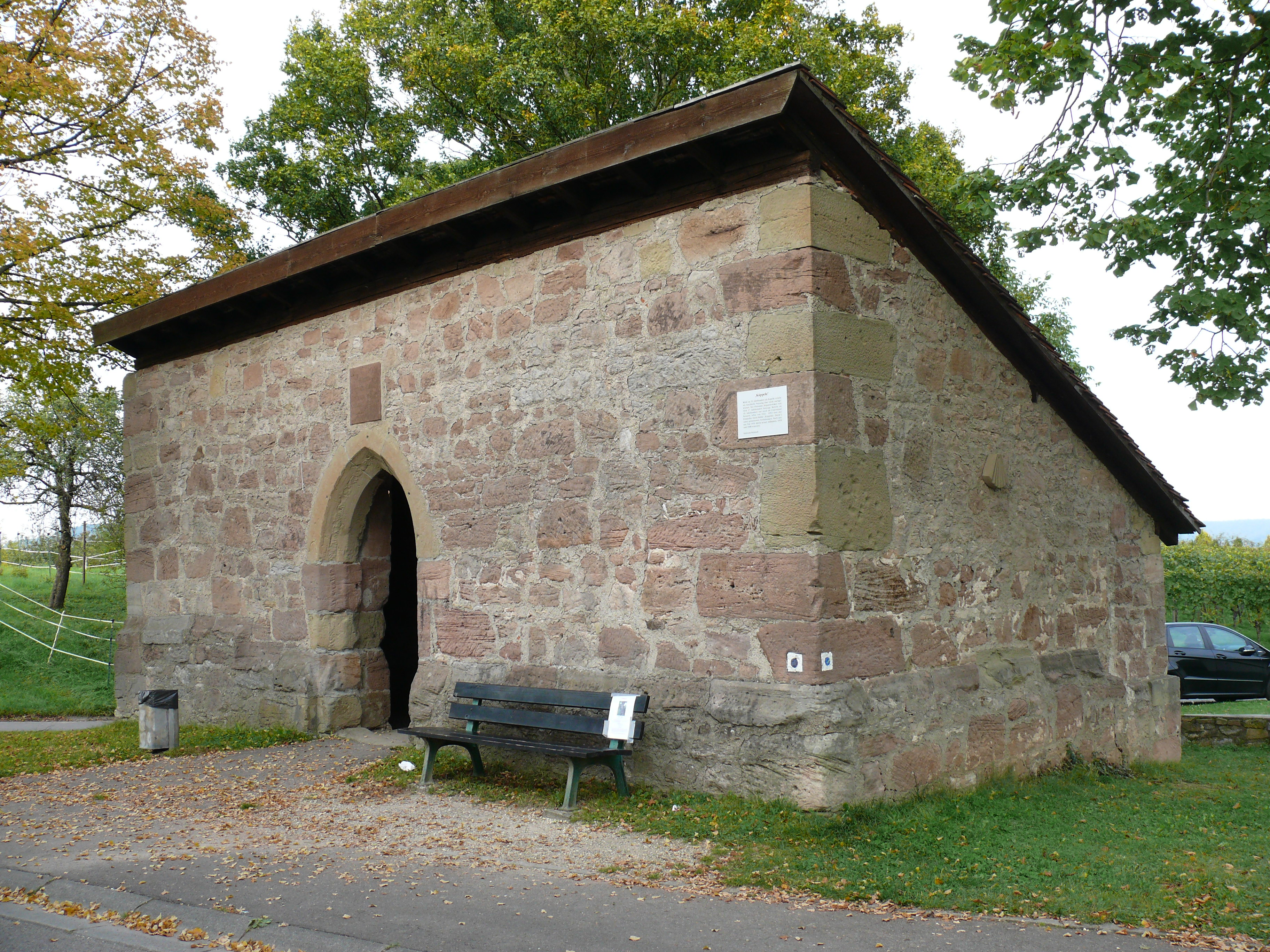
Das Endersbacher Käppele

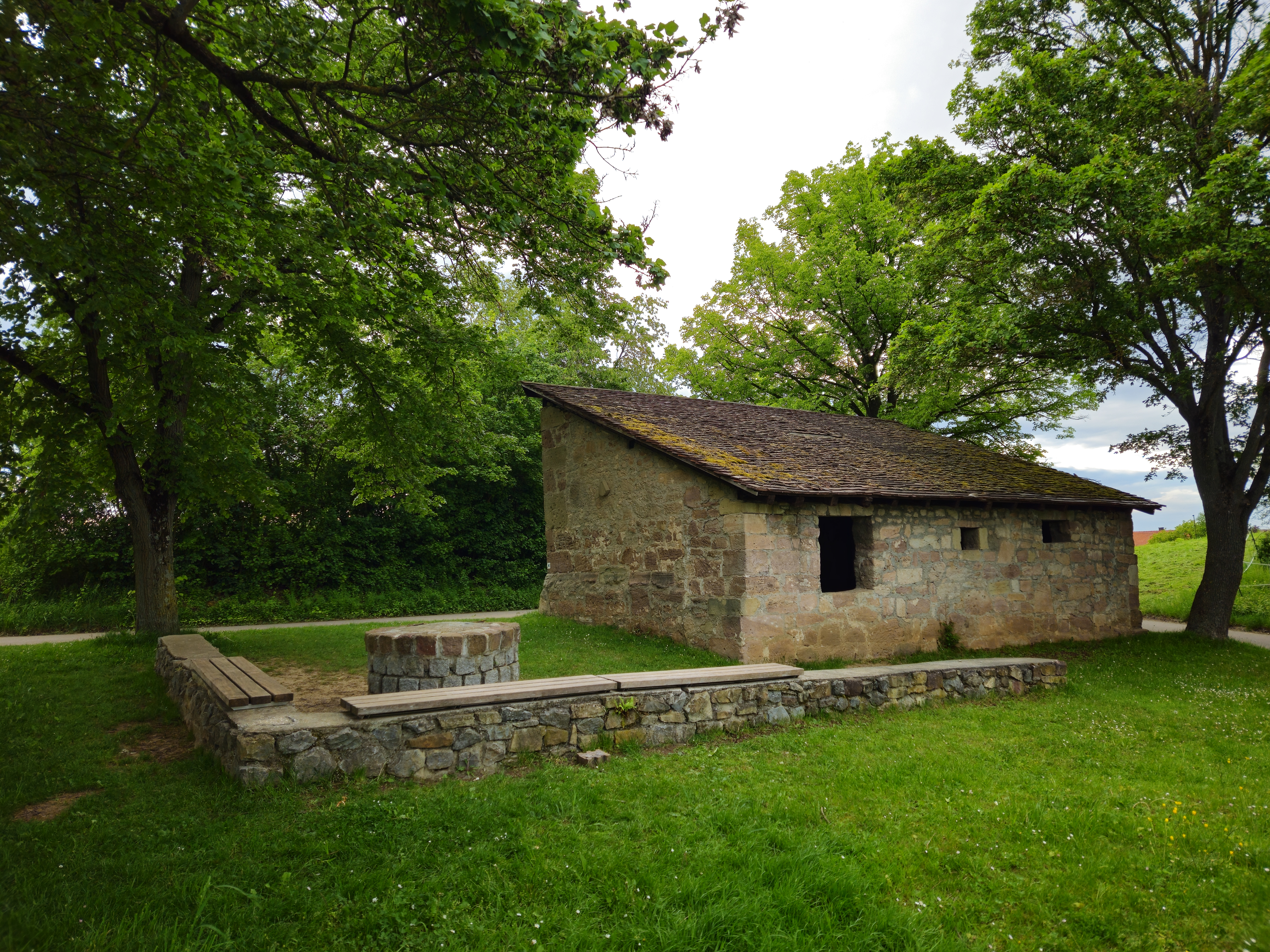
Rückansicht

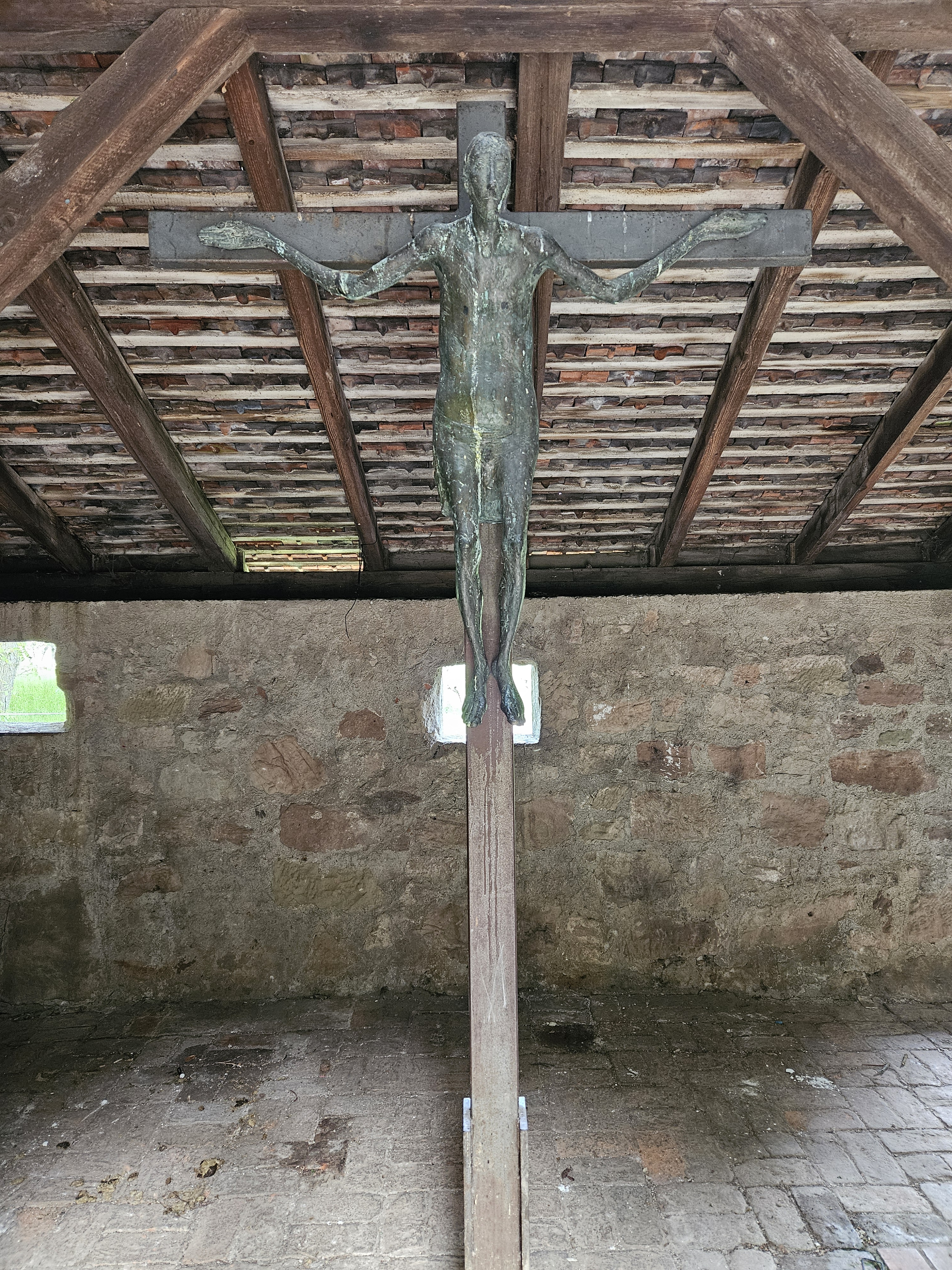
Modernes Kruzifix im Inneren

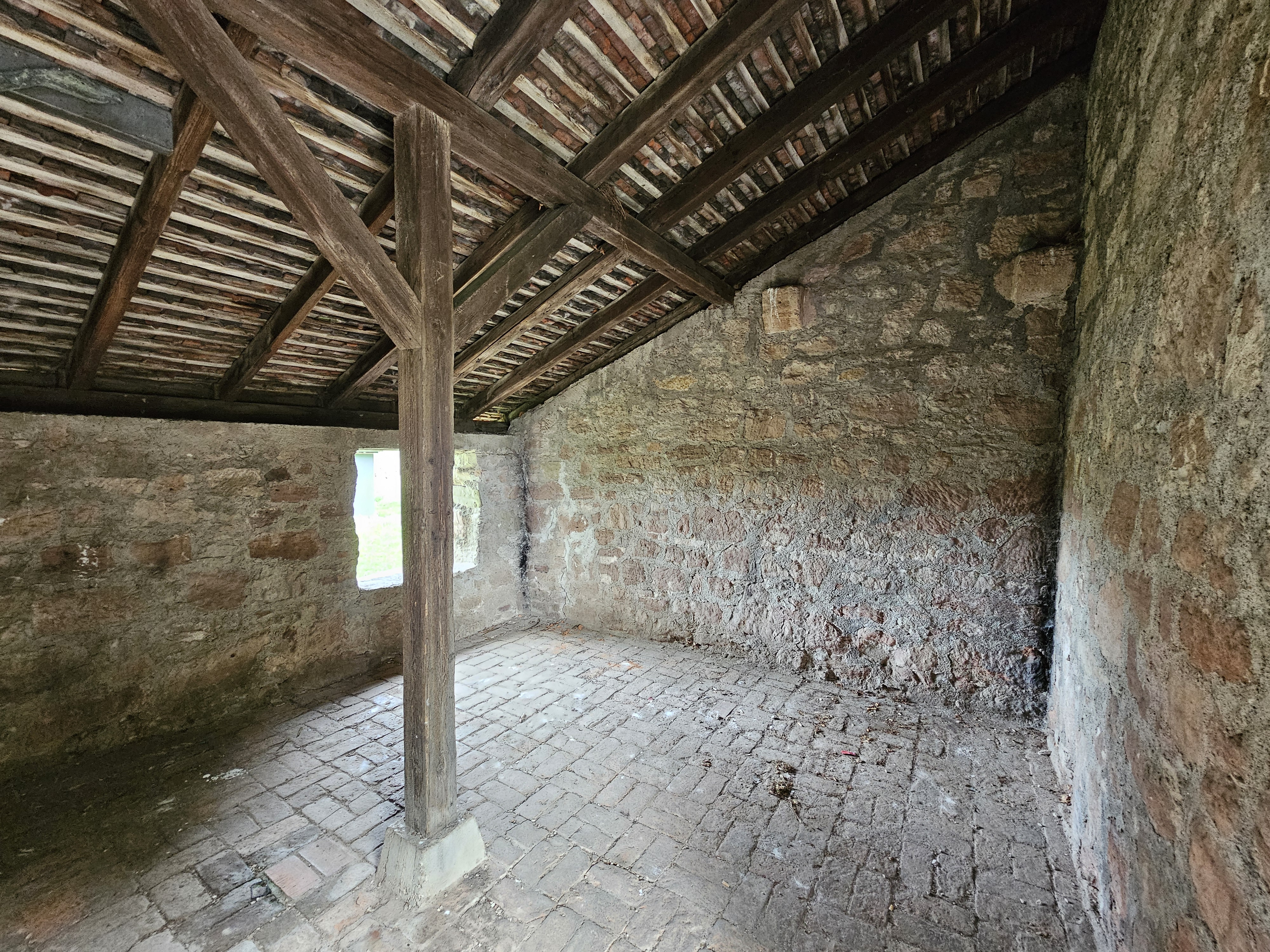
Innenansicht

Das so genannte Käppele ist der Rest eines ehemaligen gotischen Wallfahrtskirchleins bei Endersbach, einem Ortsteil der Großen Kreisstadt Weinstadt in baden-württembergischen Rems-Murr-Kreis. Wahrscheinlich war die Kapelle Teil einer mittelalterlichen Siedlung, zu der wohl auch eine Burg gehörte.

## Lage
Das Käppele steht etwa einen Kilometer südlich des Endersbacher Ortsrandes am Bergfuß unter dem Sonnenberg in einem Feldwegdreieck. Ein mit gelber Sonne auf blauem Grund ausgezeichneter Zweig des Fränkisch-Schwäbischen Jakobsweges von Rothenburg ob der Tauber nach Rottenburg am Neckar führt auf seiner Etappe von Endersbach auf die Schurwaldhöhen und weiter nach Plochingen unmittelbar an ihm vorbei.
Flurnamen im Bereich des Bauwerks sind Bei der Kapelle, Käppelesäcker und Käppeleswengert.

## Geschichte
Ältere Bürger aus Endersbach kennen noch die Sage, nach der beim Käppele eine Burg und ein Weiler (Weiler Endersbach) gestanden haben sollen. In seiner Endersbacher Ortschronik von 1925 gab der ehemalige Schultheiß Walter die mündliche Überlieferung wieder und vermutete eine Siedlung beim Käppele. Nach dem Remstaler Heimatforscher Eugen Bellon sprechen viele Indizien dafür, dass es sich bei dem Käppele tatsächlich um den letzten Rest einer mittelalterlichen Siedlung handelt, die aus unbekannten Gründen aufgegeben wurde. Bis zur Flurbereinigung bestanden sehr kleine Parzellen um die Kapelle herum, die Bellon als ehemalige Hofstellen deutet. Gebäudereste haben sich auf diesen Grundstücken nicht erhalten. Nach der Aufgabe der Siedlung wurden die baulichen Anlagen bis auf die Kapelle entfernt. Schultheiß Walter wusste 1925 noch zu berichten, dass die Häuser und Scheunen abgebaut und nach Endersbach versetzt worden seien. Auch nach der Reformation wurde das Kirchlein nicht abgetragen, obwohl Herzog Christoph von Württemberg 1555 den Abriss von zahlreichen Kapellen verfügte. Anscheinend war das Käppele bereits in Christophs Regierungszeit profaniert und die Wallfahrten im nunmehr evangelisch-lutherischen Altwürttemberg zum Erliegen gekommen. Somit wurde wohl auf den Abbruch verzichtet. Nach der Profanierung diente das Käppele als Lager und Unterstand für Feldarbeiter. Da die Kapelle in keinen der mittelalterlichen Urkunden erwähnt wird, ist eine Datierung des Gebäudes schwierig. Adolf Schahl datierte den gotischen Torbogen auf 1450.
Südlich des Käppele (Flurname Esel) befand sich bis ins 20. Jahrhundert ein Gumpbrunnen, der Eselsbrunnen genannt wurde. Der Brunnen könnte der Wasserversorgung des Weilers und der Burg gedient haben. Im Zuge der Flurbereinigung wurden der Eselsbrunnen zerstört und der Bereich mit Erde aufgefüllt.

### Mögliche Burgstelle beim Käppele
Ganz in der Nähe des Eselbrunnens entdeckte der Wengerter Daniel Heckeler im Frühjahr 1932 bei Erdarbeiten an einer Rigole das Fundament eines runden Turms. Die Mauerreste wurden vom Landesdenkmalamt für römisch gehalten, jedoch kann ein römischer Wachtturm in diesem Bereich nahezu ausgeschlossen werden. Das Bauwerk bestand aus großen, grob behauenen Steinblöcken und wies einen Durchmesser von etwa fünf Metern auf. Daher kann es sich nur um die Reste einer mittelalterlichen Warte handeln. Ob der Turm zerstört, abgebrochen oder nie fertiggestellt wurde, ist unklar. Weitere Untersuchungen wurden nicht vorgenommen. Bis zur Flurbereinigung befand sich gegenüber vom Käppele auch ein mehrere Meter tiefer und langer Graben, der dann aufgefüllt wurde. Ob es sich dabei um einen Schanzgraben handelte, bleibt offen.

### Käppeles-David
Von 1921 bis 1953 lebte der Bürger David Rühle (im Volksmund Käppeles-David genannt) wie ein Eremit unter einfachsten Verhältnissen in dem Gebäude. Rühle führte einige An- und Umbauten durch. Dabei wurde aus Unwissenheit eine mittelalterliche Inschrift mit Hammer und Meißel unwiederbringlich zerstört. Nach David Rühles Tod 1953 wurden die Anbauten abgerissen und die Kapelle 1955 und 1998 restauriert.